# Państwowa Komisja do spraw badania wpływów rosyjskich na bezpieczeństwo wewnętrzne Rzeczypospolitej Polskiej w latach 2007–2022
Państwowa Komisja do spraw badania wpływów rosyjskich na bezpieczeństwo wewnętrzne Rzeczypospolitej Polskiej w latach 2007–2022 – organ państwowy ustanowiony w Polsce na mocy ustawy z dnia 14 kwietnia 2023 r. o Państwowej Komisji do spraw badania wpływów rosyjskich na bezpieczeństwo wewnętrzne Rzeczypospolitej Polskiej w latach 2007–2022 (znanej potocznie jako Lex Tusk). Pierwszy dziewięcioosobowy skład komisji Sejm powołał 30 sierpnia 2023. 29 listopada 2023 jeden z członków komisji złożył rezygnację, a ośmiu pozostałych zostało odwołanych przez Sejm, co wstrzymało jej działalność.

## Zadania i sposób działania komisji
Ustawa z dnia 14 kwietnia 2023 r. o Państwowej Komisji do spraw badania wpływów rosyjskich na bezpieczeństwo wewnętrzne Rzeczypospolitej Polskiej w latach 2007–2022 reguluje cele i sposób jej działania. Głównym jej zadaniem jest prowadzenie postępowań mających na celu wyjaśnianie działalności osób będących w latach 2007–2022 funkcjonariuszami publicznymi lub członkami kadry kierowniczej wyższego szczebla, które pod wpływem rosyjskim, działając na szkodę interesów Rzeczypospolitej Polskiej:
1. podejmowały czynności urzędowe, w tym czynności materialno-techniczne, w szczególności tworzyły i powielały nośniki informacji lub udostępniały ich treść osobom trzecim;
2. w imieniu organu władzy publicznej przygotowywały lub wydawały decyzje administracyjne lub inne akty stosowania prawa, lub wpływały na treść tych decyzji lub tych aktów;
3. składały oświadczenia woli w imieniu organu władzy publicznej lub spółki, w szczególności zawierały umowy z podmiotami trzecimi, lub w związku z zajmowanym stanowiskiem brały udział w podejmowaniu decyzji o złożeniu oświadczenia woli, w tym negocjacjach;
4. podejmowały decyzje o zatrudnieniu pracowników lub wyborze kontrahenta w ramach organu władzy publicznej lub spółki;
5. dysponowały środkami publicznymi lub środkami spółki;
6. brały udział w procesie stanowienia prawa jako reprezentanci organów władzy publicznej lub spółki;
7. brały udział w negocjacjach i zawarciu umowy międzynarodowej;
8. brały udział w przygotowaniu lub prezentacji stanowiska Rzeczypospolitej Polskiej na forum międzynarodowym, w szczególności w ramach prac organizacji międzynarodowej, której Rzeczpospolita Polska jest członkiem;
9. wpływały lub starały się wywrzeć wpływ na czynności, o których mowa w pkt 1-8.

Komisja bada również przypadki wpływów rosyjskich na działalność osób innych niż wyżej wymienione, o ile w istotny sposób oddziaływały one na bezpieczeństwo wewnętrzne lub godziły w interesy Rzeczypospolitej Polskiej w zakresie:
1. wpływu na środki masowego przekazu;
2. rozpowszechniania fałszywych informacji;
3. działalności stowarzyszeń lub fundacji;
4. działalności związków zawodowych, związków lub organizacji pracodawców;
5. funkcjonowania infrastruktury krytycznej;
6. funkcjonowania partii politycznych;
7. organizacji systemu opieki zdrowotnej, w szczególności zwalczania chorób zakaźnych;
8. ochrony granicy państwowej Rzeczypospolitej Polskiej.

W przypadku stwierdzenia wpływów rosyjskich na działalność osób badanych przez komisję, wydaje ona decyzję administracyjną, w której stwierdza, że działanie takiej osoby było działaniem pod wpływem rosyjskim na szkodę interesów Rzeczypospolitej Polskiej.
W ramach działalności informacyjnej i prewencyjnej komisja przygotowuje corocznie raport ze swojej działalności.

## Kalendarium prac komisji
- 11 września 2023 odbyło się wręczenie aktów powołania członkom komisji przez Marszałek Sejmu Elżbietę Witek oraz odbyła pierwsze posiedzenie plenarne komisji[5].
- 25 września 2023 komisja uchwaliła regulamin swojej działalności, który poprawiła uchwałą 28 listopada 2023[3].
- 29 listopada 2023 komisja opublikowała raport cząstkowy dotyczący działań Służby Kontrwywiadu Wojskowego w latach 2007–2015, w czasach rządów koalicyjnych PO-PSL. W tej publikacji komisja zarekomendowała niepowierzanie (...) zadań, stanowisk i funkcji publicznych związanych z odpowiedzialnością za bezpieczeństwo państwa następujacym osobom: Jackowi Cichockiemu, Krzysztofowi Duszy, Bogdanowi Klichowi, Januszowi Noskowi, Piotrowi Pytlowi, Bartłomiejowi Sienkiewiczowi, Tomaszowi Siemoniakowi i Donaldowi Tuskowi[3]. Rekomendacje mają charakter wyłącznie informacyjny i prewencyjny i nie niosą dla żadnej z wymienionych osób skutków prawnych[1]. Publikacja raportu miała miejsce w tym samym dniu, w którym Sejm Rzeczypospolitej Polskiej X kadencji zaplanował głosowanie nad uchwałą dotyczącą odwołania wszystkich członków komisji[3][6][7][8]. Tego samego dnia Marszałek Sejmu poinformował o rezygnacji jednego z członków komisji z pełnionej funkcji, a pozostali jej członkowie zostali odwołani przez Sejm[9].
- 30 listopada 2023 treść raportu została zmodyfikowana. Działaniom tym nie towarzyszył komunikat ani uchwała komisji przyjmująca zmieniony tekst raportu jako nowe, obowiązujące brzmienie dokumentu. Zmiany polegały na usunięciu danych osobowych kilku osób będących funkcjonariuszami służb specjalnych Chorwacji, Słowacji i Ukrainy, których komisja uznała za funkcjonariuszy FSB w pierwotnej wersji dokumentu. Zmiany wprowadzono mimo braku obsadzenia jakiegokolwiek stanowiska w komisji[3][10][11].

## Skład komisji
W skład Komisji wchodzi 9 członków w randze sekretarza stanu powoływanych i odwoływanych przez Sejm Rzeczypospolitej Polskiej. Pierwszy skład komisji powołany został 30 sierpnia 2023:
- Sławomir Cenckiewicz – przewodniczący (wybrany 30 sierpnia 2023 z rekomendacji Prawa i Sprawiedliwości, odwołany przez Sejm 29 listopada 2023[12])
- Józef Brynkus (wybrany 30 sierpnia 2023 z rekomendacji Prawa i Sprawiedliwości, nie odebrał aktu powołania[5], zrezygnował z funkcji w listopadzie 2023[4])
- Łukasz Cięgotura (wybrany 30 sierpnia 2023 z rekomendacji Prawa i Sprawiedliwości, odwołany przez Sejm 29 listopada 2023[13])
- Andrzej Kowalski – zastępca przewodniczącego[5] (wybrany 30 sierpnia 2023 z rekomendacji Prawa i Sprawiedliwości, odwołany przez Sejm 29 listopada 2023[14])
- Arkadiusz Puławski (wybrany 30 sierpnia 2023 z rekomendacji Prawa i Sprawiedliwości, odwołany przez Sejm 29 listopada 2023[15])
- Marek Szymaniak (wybrany 30 sierpnia 2023 z rekomendacji Prawa i Sprawiedliwości, odwołany przez Sejm 29 listopada 2023[16])
- Michał Wojnowski (wybrany 30 sierpnia 2023 z rekomendacji Prawa i Sprawiedliwości, odwołany przez Sejm 29 listopada 2023[17])
- Andrzej Zybertowicz (wybrany 30 sierpnia 2023 z rekomendacji Prawa i Sprawiedliwości, odwołany przez Sejm 29 listopada 2023[18])
- Przemysław Żurawski vel Grajewski (wybrany 30 sierpnia 2023 z rekomendacji Prawa i Sprawiedliwości, odwołany przez Sejm 29 listopada 2023[19])

Od 29 listopada 2023 wszystkie stanowiska w komisji pozostają nieobsadzone.

## Kontrowersje

### Proces legislacyjny dot. ustawy będącej podstawą działania komisji
Ustawa będąca podstawą działania komisji została uchwalona przez Sejm 14 kwietnia 2023. Ustawa ta, ze względu na możliwość zakazania przez komisję pełnienia funkcji publicznych, została nazwana przez część mediów i publicystów „lex anty-Tusk” lub „lex dopaść Tuska”, gdyż w ocenie tych środowisk jej rzeczywistym celem miałoby być wyeliminowanie z życia politycznego przewodniczącego Platformy Obywatelskiej i byłego premiera Donalda Tuska. Środowiska związane z rządem próbowały bronić ustawy, nazywając ją „lex anty-Putin”. Charakter ustawy został skrytykowany przez większość środowisk prawniczych twierdzących, że jest on niezgodny z konstytucją. Po decyzji Sejmu Donald Tusk zainicjował na 4 czerwca 2023 antyrządowy marsz w Warszawie, w którym według szacunków urzędników miejskich wzięło udział około pół miliona osób. 29 maja 2023 prezydent Andrzej Duda podpisał oraz wysłał do Trybunału Konstytucyjnego w trybie następczym „lex anty-Tusk”, co spotkało się z krytyką wielu środowisk, polskiej i zagranicznej prasy i prawników oraz doprowadziło do zwiększenia zainteresowania marszem w przestrzeni publicznej. Po podpisaniu ustawy część naukowców będących w organach doradczych prezydenta Dudy zrezygnowało ze swojej funkcji i część z nich zapowiedziała lub oficjalnie poparła udział w marszu. 3 dni później Andrzej Duda złożył w Sejmie projekt zmiany podpisanej przez siebie ustawy mający na celu wprowadzenie zmian niektórych jej postanowień wzbudzających kontrowersje, wyrażane między innymi przez Parlament Europejski i Komisję Wenecką. Kontrowersje wzbudzał katalog kar, jakie mogła nakładać komisja oraz brak procedury odwoławczej. Zmiany postulowane przez prezydenta uchwalono nowelizacją z 8 sierpnia 2023.

### Likwidacja komisji
24 lipca 2024 Sejm uchwalił, a 2 sierpnia 2024 Marszałek Sejmu przedstawił Prezydentowi do podpisu ustawę o uchyleniu ustawy o Państwowej Komisji do spraw badania wpływów rosyjskich na bezpieczeństwo wewnętrzne Rzeczypospolitej Polskiej w latach 2007–2022. 14 sierpnia 2024 Andrzej Duda skierował ustawę do ponownego rozpatrzenia przez Sejm.